# Călugăr

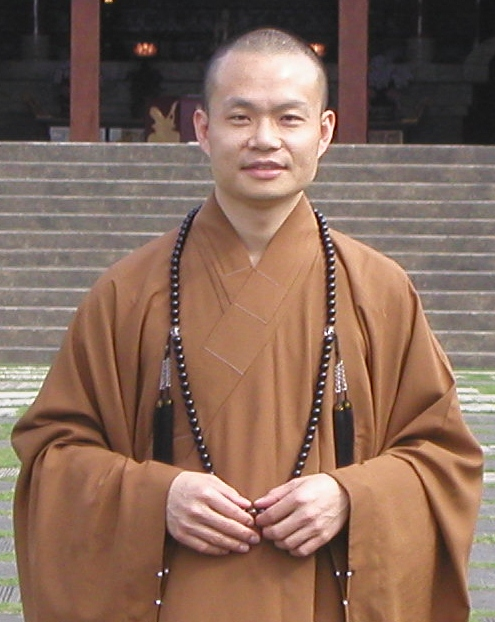
Călugăr budist

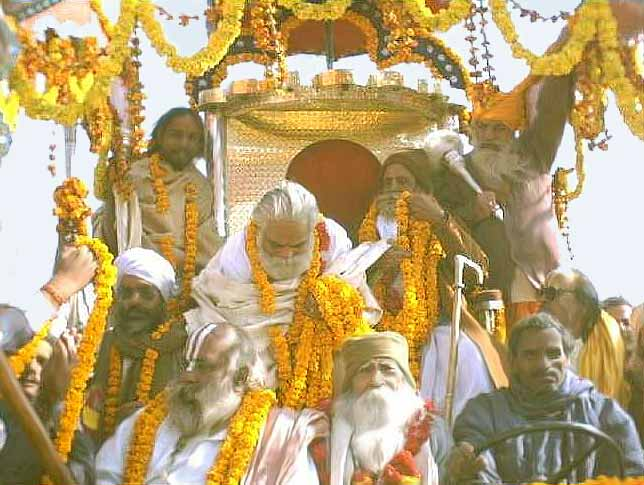
Călugări hinduși

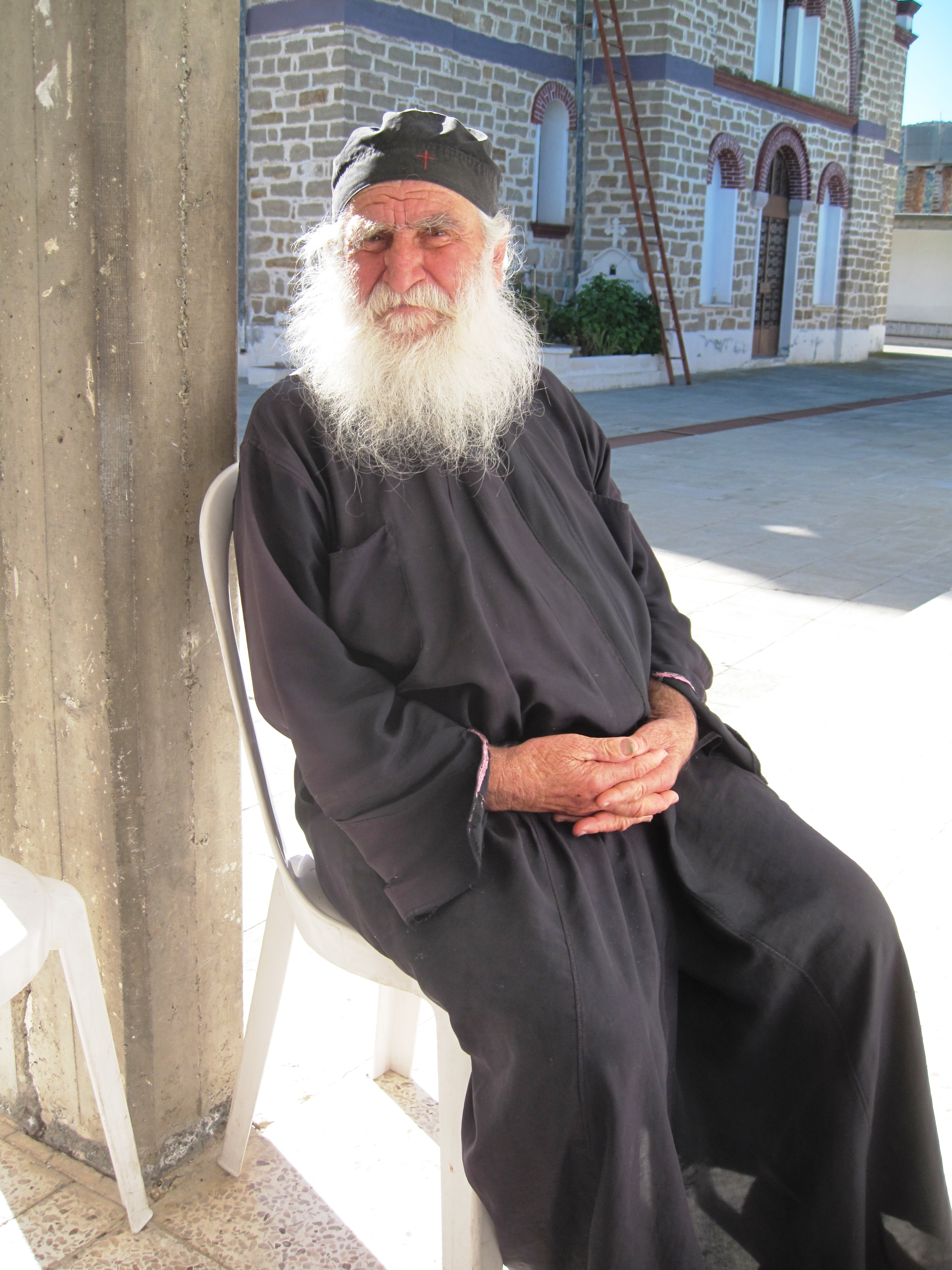
Călugăr creștin ortodox

Călugărul (din greacă καλλόγερον, transliterat: kallogeron, „bătrân frumos”) este persoana care se dedică în mod special spiritualității unei anumite religii. Există călugări budiști, creștini, hinduși etc.
Călugării care trăiesc singuri se numesc monahi (din gr μόνος, "singur"), iar cei care trăiesc în comun cu alți călugări se numesc cenobiți.
- monahii; - Monah (greacă monos = singur) "pustnic", "singuratic" un membru al unei religii, sau ordin religios care slujește o viață întreagă credința lui (vezi Categorie:Religie) ca de exemplu în budism din anul 500 î.e.n. este denumit Bhikkhu, în jainism, Digambara, în creștinismul timpuriu în secolul IV un întemeietor al Ordinului Anahoreților Antonius cel Mare.
- altfel de călugări (celibatari) sunt cei ce aparțin diferitelor Ordine din Biserica Catolică ca de exemplu călugării  benedictini, iezuiți, dominicani, franciscani etc.
- femeile care au jurat să slujească credința lor o viață întreagă și să rămână necăsătorite (celibatare) sunt numite maici sau monahii.
- alte forme și ordine nemonastice:

## În creștinism
Monahismul poate fi de mai multe feluri:
- cenobitic;
- pustnicesc;
- schimnic, etc.

## Monahismul în Biserica Ortodoxă
În Biserica Ortodoxă monahismul are mai multe trepte: frate începător, rasofor, monah și schimonah (schivnic).
Cât timp este necesar să viețuiască și să se nevoiască un ostenitor într-o treaptă monahală se analizează de către conducerea mănăstirii, printr-o evaluare duhovnicească, de la caz la caz.
În Biserica Ortodoxă Română, de cele mai multe ori treapta rasoforiei nu este luată în seamă, iar schivnicia nu o doresc toți monahii, ci doar foarte puțini.
De asemenea, novicele în mănăstire nu are nici o vestimentație specifică spre a-l deosebi de credincioșii mireni.